# 邵逸夫的生日
邵逸夫在1907年11月19日出生的生日日期存在争议，主要有以下几种说法。

## 10月4日
2007年，適逢邵逸夫百歲壽辰，其出生年月日引起傳媒和香港民众的热议。之前外界一般認為，邵逸夫的出生月日是公曆10月4日，所以各傳媒都在10月4日前後大幅報道邵逸夫的百岁寿辰，但無綫電視總經理陳志雲則代為澄清，邵逸夫的生辰並非當日。無綫電視發言人僅表示，邵逸夫生日在每年10月至11月之間，結果引起外界不同的猜測。
根據美國「Reed Publishing」出版社出版的名人錄《Who's Who in Asia 2007》，邵逸夫的出生年月日為「10月4日」。

## 10月14日
2007年10月4日，《蘋果日報》指邵逸夫生日為「10月14日」，並刊登一張偷拍得來的邵逸夫身份證照片，證上顯示出生日期為「1907年10月14日」。
2014年1月9日，英国中立大报《独立报》为邵逸夫特发的讣告持此种说法，行文称“Run Run Shaw, media mogul: born Ningbo, Zhejiang, China 14 October 1907……”（邵逸夫，媒体巨头，1907年10月14日生于中国浙江宁波……）。而英國「A&C Black」出版社出版的《Who's Who 2007》就指他的生日是「10月14日」。《華僑日報》於1970年出版的《香港年鑑》就指邵逸夫生於「民前五年十月十四日」（1907年）。

## 11月19日
2007年10月7日，《蘋果日報》調查發現邵逸夫是以農曆慶祝生日，而身份證上的日期為農曆，所以邵逸夫的公曆出生日是「1907年11月19日」，無綫電視亦將台慶定於同月同日。
2007年11月19日，太太方逸華指邵逸夫生日已過，並沒有透露確實日期，亦表示他不喜歡慶祝生日。
2010年11月19日，新浪网曾配有照片报导邵逸夫神秘低调庆祝103岁生日，并于当晚乘车出席TVB台庆。
2011年，网易娱乐专稿报导邵逸夫在当年11月19日已过完104岁生日，但首度缺席TVB台庆晚会，而时任無綫董事局主席方逸华表示不忍打扰邵逸夫午睡故缺席台庆；中国大陆坊间因此认为邵逸夫确切生日为11月19日。2011年11月20日，苹果日报亦有报导“昨天”（意指当年11月19日），邵逸夫已在家中过完生日，但因“天氣不穩定”而首度缺席TVB台庆，并将此列为“要闻港闻”。

## 11月23日
2007年10月5日，《南華早報》引述邵逸夫姪孫邵在德指，邵逸夫在2007年的生日在公曆「11月23日」，即農曆「十月十四」。
2014年1月6日，美国大报《纽约时报》电影版纪念邵逸夫长文中认为邵氏生于11月23日（“Run Run Shaw was born Shao Yifu in Ningbo, Zhejiang Province, on Nov. 23, 1907”）。
2014年1月7日，英国大报如《卫报》、《每日电讯报》邵逸夫讣告纪念长文均持此种说法。